# 红十字国际委员会
红十字国际委员会（法語：Comité International de la Croix Rouge, CICR）是一个总部设于瑞士日内瓦的人道主义机构。根据《日内瓦公约》以及习惯国际法的规定，国际社会赋予红十字国际委员会特权和法律豁免权，保护国内武装冲突和国际性武装冲突的受难者。这些受难者包括战伤者、战俘、难民、平民和其他非战斗员。
红十字国际委员会的委员只能是瑞士公民，而且新委员由委员会推选。长期以来，红十字国际委员会的雇员只能是瑞士公民，并特别强调以日内瓦市民、白人、男性、新教徒为主。但自1990年代初以来，红十字国际委员会开始聘用非瑞士籍员工。长期以来，瑞士官方认定红十字国际委员会为私人机构。1993年3月19日，瑞士政府和红十字国际委员会签署了一份正式协议，保护红十字国际委员会在瑞士的财产豁免权、委员及其员工的法律豁免权，免除各项税费，提供与外国使馆同等级别的安全通讯特权并简化红十字国际委员会在瑞士的出入境手续。
根據瑞士法律，紅十字國際委員會被定義為私人協會。與普遍看法相反，紅十字國際委員會不是一個最常見的非政府組織，也不是一個國際組織。由於它僅向瑞士國民限制其成員（稱為合作的過程），因此對於像其他法律界定的非政府組織這樣的個人而言，它沒有公開和不受限制的成員資格政策。其名稱中的“國際”一詞並不是指其成員資格，而是指日內瓦公約所界定的其活動的全球範圍。紅十字國際委員會根據這些國家的法律或通過委員會與各自國家政府之間的協議，在許多國家享有特權和法律豁免權。
红十字国际委员会与红十字会与红新月会国际联合会（下文简称“联合会”）以及190个国家红十字/红新月/紅水晶会共同组成国际红十字与红新月运动。根据1997年的塞维利亚协议，在武装冲突中红十字国际委员会是佔主导地位的红十字组织；在非冲突情况下，联合会为运动的领导机关。
红十字国际委员会是运动中历史最为悠久且最负盛誉的组织，它也是世界上获得最广泛认可的组织之一，并在1917年、1944年和1963年三次荣获诺贝尔和平奖。而紅十字會的創辦人亨利·杜南則在1901年榮獲首屆諾貝爾和平獎。

## 历史

### 索尔费里诺、亨利·杜南和红十字国际委员会的起源

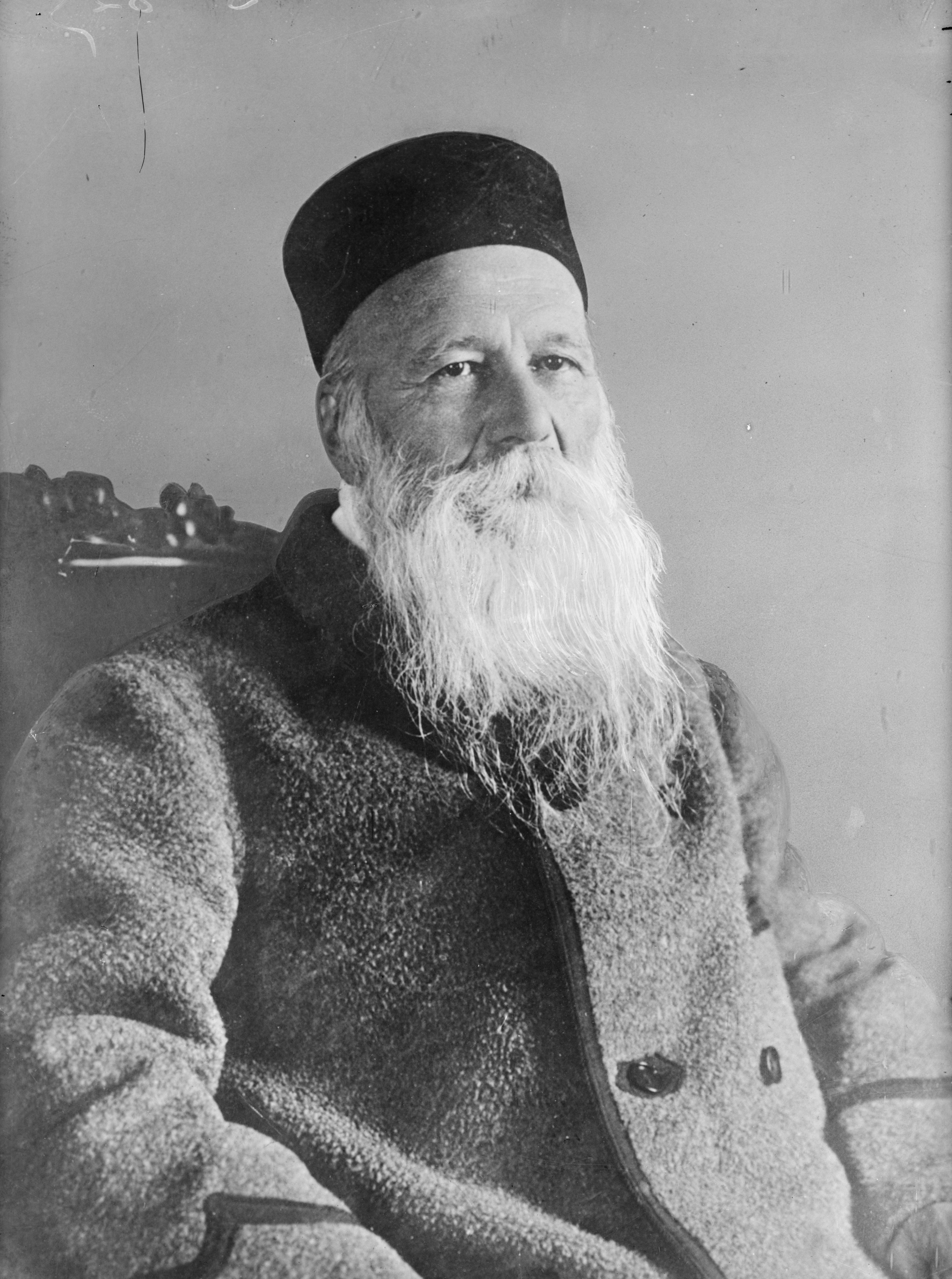
亨利·杜南，“索尔费里诺回忆录”的作者

直至19世纪中，对于伤亡人员，仍然缺乏一个有组织且健全的军队护理体系，也没有任何安全且受保护的机构来收容并治疗战场上的伤者。1859年6月，一位名为亨利·杜南的瑞士商人去意大利会见法国皇帝拿破仑三世，希望与其探讨在当时法国占领的阿尔及利亚开展贸易时所遇到的困难。6月24日傍晚，当杜南途经一个叫索尔费里诺的小镇时，他目睹了奥地利-撒丁交战的索尔费里诺战役。仅仅一天之内，竟约有4万名交战双方的战士在战场上战死或受伤。亨利·杜南對战争可怕的后果感到震惊，受伤战士的痛苦以及几乎完全没有急救和基本护理的现实。他彻底放弃了原先旅行的目的，并在往後的数天內完全投入帮助救治和护理伤者的工作中。他动员当地百姓不带歧视地提供援助，成功取得了前所未有的救济援助规模。回到日内瓦的家中，杜南决定撰写一本名为“索尔费里诺回忆录”的书，并于1862年自行出资出版。他将这本书送到整个欧洲主要的政治和军事领导者手里。除了生动描述了他在1859年索尔费里诺的亲身经历外，他还积极主张组建一个在战时帮助照顾受伤战士的国家志愿救济组织。此外，他也呼吁大力发展国际公约从而为在战场上受伤的人以及救护人员和战地医院提供保护并保证他们的中立性。

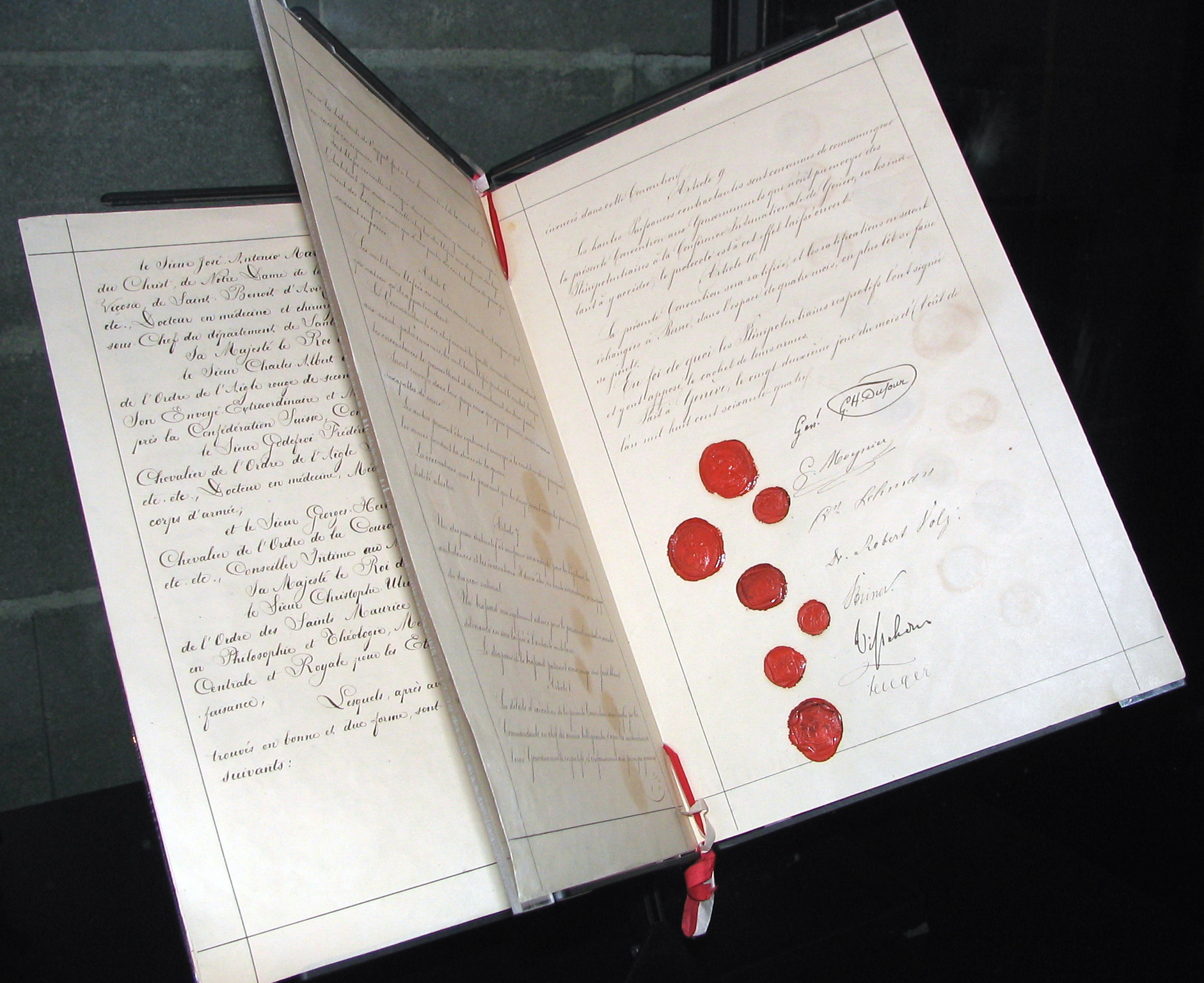
1864年日内瓦第一公约原始文件

1863年2月9日，亨利·杜南与日内瓦知名家族中的四位主要人物一起在日内瓦创建了“日內瓦公共福利协会关于建立中立国际救助组织的五人委员会”，简称五人委员会，作为日内瓦公共福利协会的调查委员会。他们的目的是分析杜南设想的可行性，召集国际会议并讨论这些设想的实施。这一委员会的成员，除杜南以外，分别是律师兼日内瓦公共福利协会主席古斯塔夫·穆瓦尼埃；具有丰富经验的战地外科医生路易·阿皮亚（Louis Appia）；阿皮亚的朋友兼同事，来自日内瓦保健和卫生协会的泰奥多尔·莫努瓦（Théodore Maunoir）；还有一位知名的瑞士将军，刚刚在分离主义联盟战争中领导瑞士联邦胜利的纪尧姆·亨利·杜福尔（Guillaume Henri Dufour）。八天之后，五人决定将委员会更名为“伤兵救护国际委员会”。1863年10月26-29日，由委员会召集的国际会议在日内瓦举行以讨论如何制定改善战地医疗服务条件的可行措施。与会者共有36名：18名政府正式代表，6名其他非政府组织的代表，7名非正式外国代表，以及5名国际委员会成员。委派正式代表参会的国家有：巴登、巴伐利亚、法国、英国、汉诺威、黑森、意大利、荷兰、奥地利、普鲁士、俄国、萨克森、瑞典-挪威和西班牙。于1863年10月29日获得通过并载入会议最终决议的建议包括：
- 成立国家伤兵救护协会；
- 对伤兵的保护及其中立性；
- 在战地开展救护援助的志愿队伍的使用；
- 召集补充会议将这些理念载入具有法律约束力的国际条约中；并且引入一个战场医务人员普遍使用的独一无二的保护性标志，即带有红十字的白色臂环。

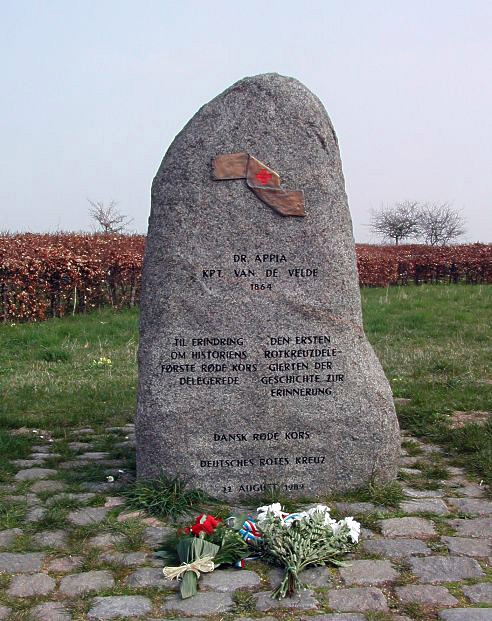
历史上首次使用红十字标志是在1864年的迪伯尔战役（普丹战争）；1989年丹麦和德国国家红十字会共同竖立了一个纪念碑。

仅仅一年之后，瑞士政府邀请所有欧洲国家以及美国、巴西和墨西哥等国的政府参加正式的外交会议。16个国家共派出26名代表来到日内瓦。1864年8月22日，大会通过了日内瓦第一公约“改善战地武装部队伤者境遇”。12个国家和王国的代表签署了公约：巴登、比利时、丹麦、法国、黑森、意大利、荷兰、葡萄牙、普鲁士、瑞士、西班牙和符腾堡。公约包含10项条款，第一次建立具有法律约束力的规则，为武装冲突中的伤兵、战地医护人员和特定人道机构提供保护并保证他们的中立性。再者，公约对国际委员会认可国家救助协会规定了2项具体要求：
- 国家协会必须为本国政府认可为符合公约的救助协会，并且
- 相应国家的政府必须为日内瓦公约的缔约国。

紧接着日内瓦公约的诞生，第一批国家协会在比利时、丹麦、法国、奥尔登堡、普鲁士和符腾堡成立。同样在1864年，路易·阿皮亚和一名来自荷兰部队的上尉查尔斯·范德费尔德成为在武装冲突中受红十字标志保护的第一批独立和中立的代表。照料战伤者国家救助协会的第一届国际会议于3年之后的1867年召开。
同样在1867年，由于在阿尔及利亚生意失败，亨利·杜南被迫宣布破产，部分原因是他在为国际委员会不知疲倦的工作中忽略了生意利益。围绕杜南生意来往的争论和由此产生的负面公众舆论，加上与古斯塔夫·穆瓦尼埃持续的矛盾，导致杜南被免去了委员会成员及秘书的职务。他被控欺诈破产并被通缉。因此，他被迫离开日内瓦并从此再没回过家乡。随后的几年中，几乎所有欧洲国家都成立了国家协会。1876年，委员会采用了新的名称“红十字国际委员会”，这一正式名称沿用至今。5年之后，通过克拉拉·巴顿的努力，美国红十字会成立。越来越多的国家签署了日内瓦公约并实际上在武装冲突中予以遵守。在相对较短的时间内，红十字运动在国际上广受尊重并获得了巨大的发展，而国家红会日益成为志愿工作的场所。
1901年当第一届诺贝尔和平奖颁发时，挪威诺贝尔委员会选择将这一奖项授予亨利·杜南和一位杰出的和平主义者弗雷德里克·帕西。比获奖的荣誉更为重要的是，红十字国际委员会的正式道贺标志着亨利·杜南迟来的名誉恢复，也肯定了他在创立红十字中所发挥的关键作用。杜南9年后死于海登的一个瑞士小疗养所。他的长期对手古斯塔夫·穆瓦尼埃也于此前2个月去世，古斯塔夫是委员会历史上任期最长的主席。
1906年，首次修改了1864年的日内瓦公约。一年之后，第二届海牙国际和平会议通过的海牙第十公约将日内瓦公约的范围扩大到海战。在红十字国际委员会成立以及日内瓦第一公约通过50年之际，一战于1914年爆发的前夕，全世界已有45个国家救助协会。运动的范围超越了欧洲和北美洲并向中、南美洲（阿根廷、巴西、智利、古巴、墨西哥、秘鲁、萨尔瓦多、乌拉圭、委内瑞拉等），亚洲（中国、日本、韩国、暹罗等）和非洲（葡属东非、埃及等）扩展。

### 第一次世界大战

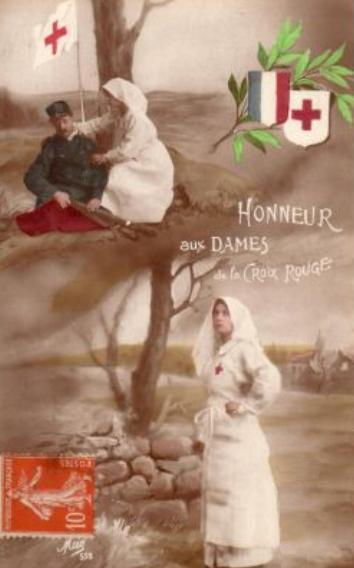
1915年，法国明信片纪念红十字护士在一战中的作用。

随着第一次世界大战的爆发，红十字国际委员会发现它面临着巨大的挑战，而只有与各国红十字会密切合作才能应对这些挑战。来自世界各地包括美国和日本的红十字护士加入到参战的欧洲各国武装部队的医疗服务工作中。1914年10月15日，一战爆发后不久，红十字国际委员会便成立了国际战俘局，至1914年底，该局已有约1200名工作人员，主要是志愿者。及至战争结束前，该局共转发约2千万份信件和信息，190万个包裹，以及约为1800万瑞士法郎的现金捐款（捐赠给所有受战争影响国家的战俘）。此外，得益于该局的调解，约有20万名被关押者得以在交战各方间交换，获释并返回祖国。该局1914年至1923年的系统卡片索引累计约有700万份记录，每一张卡片代表一个被关押者或是失踪人员。卡片索引使得约200万名战俘的身份得以确认并使他们与家庭联系成为可能。而今红十字国际委员会将完整的索引借给日内瓦国际红十字与红新月博物馆进行展览。对索引的查询仍然严格限制在红十字国际委员会内。
在整个战争期间，红十字国际委员会监督了交战各方对1907年日内瓦公约修订版的遵守情况并向相关国家转达对违约行为的控诉。一战在人类历史上首次使用了化学武器，红十字国际委员会强烈反对这种新型的作战方式。虽然日内瓦公约并没有规定红十字国际委员会具有保护平民的职责，但该组织仍尽力减轻平民百姓的苦难。在正式定为“被占领土”的区域，红十字国际委员会可以根据1907年海牙公约“陆战法规和惯例”的规定对平民百姓进行援助。该公约也是红十字国际委员会为战俘开展工作的法律依据。除上述提到的国际战俘局的工作外，该组织还探视战俘营。直至战争结束，红十字国际委员会的41名代表共探视了欧洲全境的524个战俘营。
1916年至1918年间，红十字国际委员会发行了一些印有战俘营场景的明信片。这些图片反映了被关押者的日常活动比如分发家信。红十字国际委员会的意图是为被关押者的家庭带来希望和慰藉并减轻他们对家人命运未卜的担忧。战争结束后，红十字国际委员会组织了约42万名被关押者返回祖国。1920年，遣返工作移交给新成立的国际联盟，并任命挪威外交家兼科学家弗里乔夫·南森为“遣返战俘高级专员”。当南森的办公室变成国际联盟的“难民事务高级专员处”时，其职责随后扩展为援助并照顾战争难民及流离失所者。为无国籍难民创制南森护照的南森于1922年荣获诺贝尔和平奖，他任命了两名红十字国际委员会代表为其代理人。
一战结束前一年，红十字国际委员会由于战时的杰出工作荣获1917年的诺贝尔和平奖，这是1914年至1918年间唯一颁发的诺贝尔和平奖项。1923年，红十字国际委员会修改了选举新增成员的政策。在此之前，仅有日内瓦市民能在委员会中服务。放松限制后，选择范围拓展至所有瑞士公民。作为一战的直接后果，1925年，日内瓦公约第一附加议定书获得通过，议定书将作为武器使用的窒息性或有毒的气体和生物介质列入禁止范畴。4年之后，对原日内瓦公约进行了修订并制定了“关于战俘待遇”的日内瓦第二公约。一战中的经历以及红十字国际委员会的相关活动显著提升了红十字国际委员会在国际社会的声誉和权威并扩展了其能力范围。
早在1934年，国际红十字大会就已通过了关于在武装冲突中保护平民的新增公约的草案。遗憾的是，多数政府对实施这一公约兴味索然，因此阻碍了这一公约在第二次世界大战前付诸实施。

### 查科战争
在两次世界大战期间，玻利维亚和巴拉圭对大查科（两国之间的沙漠地区）的所有权存在争议，1932年，争端升级为全面冲突。战争期间，红十字国际委员会审查了18,000名玻利维亚战俘和2,500名巴拉圭被拘留者。在红十字国际委员会的帮助下，两国都改善了被拘留者的条件。

### 第二次世界大战

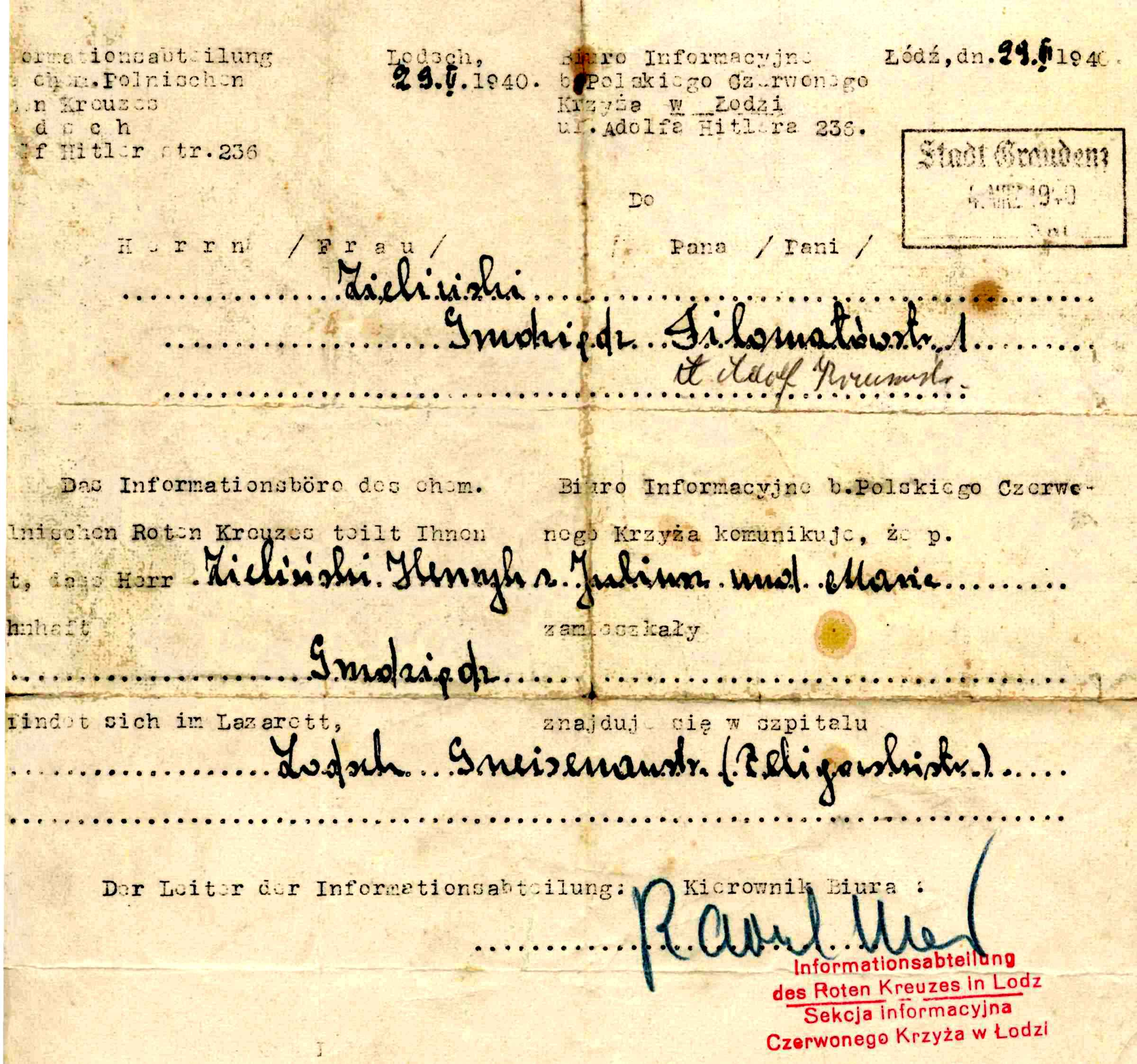
1940年，来自波兰罗兹的红十字通信。

红十字国际委员会在二战期间工作的法律依据是日内瓦公约1929年的修订版。红十字国际委员会的行动与一战时相似：探视并监督战俘营、组织对平民的救助、管理有关被关押者和失踪人员的信息交换。战争结束前，179名代表对41个国家的战俘营进行了12750次探视。战俘中央情报局拥有3千名员工，追踪被关押者的卡片索引系统包含4500万张卡片，有1.2亿封信件通过战俘中央情报局转发。其中最大的障碍之一是纳粹德国拒绝遵守日内瓦公约，明目张胆的违约行为包括将犹太人从德国驱逐出境以及在德国政府管理的集中营进行的大规模屠杀。再者，冲突的另外两个主要参与方苏联和日本不是1929年日内瓦公约的缔约国，法律上并不受公约条例的制约。因此，就战俘事宜而言，其他国家同样不受公约制约。
在二战期间，红十字国际委员会无法就集中营中被拘留者的待遇问题与纳粹德国达成协议，而且为了避免中断其战俘工作最终放弃对纳粹德国施加压力。对于有关死亡集中营和大规模屠杀欧洲犹太人的可靠信息，红十字国际委员会也未采取应对措施。迄今为止这依然被视为红十字国际委员会历史上最大的失败。1943年11月之后，红十字国际委员会获准向已知姓名和地址的集中营被拘留者递送包裹。由于这些包裹的回单通常为其他狱友代签，红十字国际委员会设法登记了集中营中10.5万人的身份并向集中营递送了110万件包裹，其中主要包括达豪、布痕瓦尔德、拉文斯布吕克和萨克森豪森集中营。

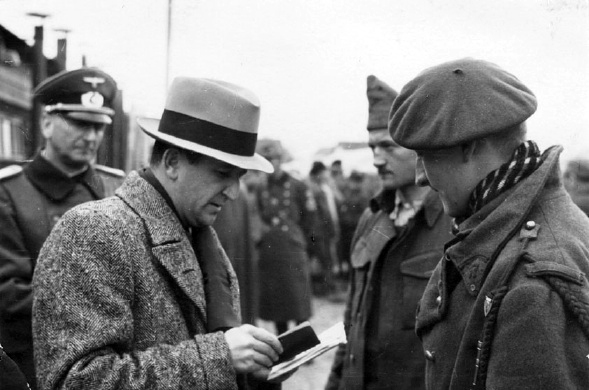
红十字国际委员会代表马塞尔·朱诺探视被关押在德国的战俘。
（©瑞士，伯努瓦·朱诺）

1945年3月12日，红十字国际委员会主席雅各布·布尔克哈特接到党卫队将军恩斯特·卡尔滕布伦纳的消息，同意红十字国际委员会探视集中营的要求。前提条件是这些探视代表必须留在集中营直至战争结束。10名代表包括路易·黑夫利格尔（毛特豪森集中营），保罗·杜南（特莱西恩施塔特集中营和维克托·毛雷尔（达豪集中营）接受了任务并探视了集中营。路易·黑夫利格尔通过向美国部队发出警报阻止了强制转移被拘留者或炸毁毛特豪森-古森集中营因此挽救了约6万名被关押者的生命。他的行为遭到红十字国际委员会的谴责，原因是他擅做主张并危及红十字国际委员会的中立性。直至1990年，红十字国际委员会主席科内利奥·索马鲁加才为其恢复名誉。
红十字国际委员会驻匈牙利布达佩斯的代表弗里德里希·博恩是另一位体现人道精神的典范，他挽救了约11000至15000名在匈牙利的犹太人的生命。来自日内瓦的外科医生马塞尔·朱诺（1904-1961）是又一名二战期间的著名代表。他是广岛遭受原子弹袭击后第一批走访那里的外国人之一，在“没有武器的勇士”一书中他记录了自己的这些经历。
1945年红十字国际委员会獲得1944年度的诺贝尔和平奖，是第二度獲獎。与一战相同，红十字国际委员会获得了在二战主要阶段（1939年到1945年）颁发的唯一一个和平奖项。在战争末期，红十字国际委员会与国家红会合作向那些受战争影响最为严重的国家提供救济援助。1948年，红十字国际委员会出版了一篇回顾其从1939年9月1日至1947年6月30日战争期间行动的报告。自1996年1月起，红十字国际委员会这一阶段的档案已对外开放，可用于学术和公共研究。

### 第二次世界大战之后

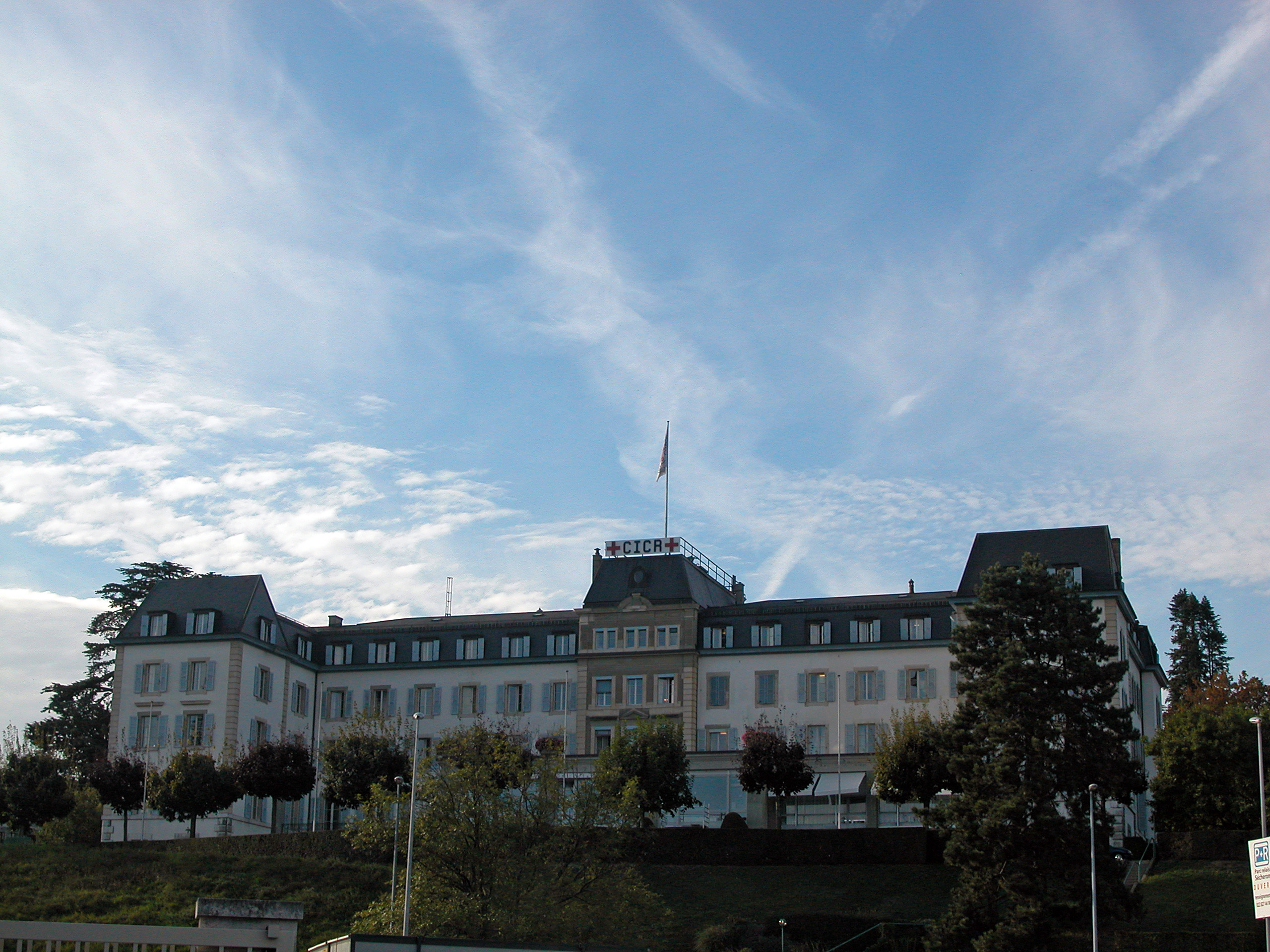
红十字国际委员会日内瓦总部

1949年8月12日，通过了对已有两个日内瓦公约的修订。现称为日内瓦第二公约的“改善海上武装部队伤者病者及遇船难者境遇”的新增公约，在1907年海牙第十公约之后被纳入日内瓦公约体系。从历史的角度看，1929年“关于战俘待遇”的日内瓦公约应被视为日内瓦第二公约（因为它的确是在日内瓦制定的），然而1949年之后这部公约被称为第三公约的原因是按年代顺序，它晚于海牙公约。针对二战的经历，第四部日内瓦公约，新的一部“关于战时保护平民”的公约得以制定。另外，1977年6月8日通过的附加议定书旨在促使公约适用于内战等国内冲突。如今，四部日内瓦公约及其附加议定书包含了600多项条款，相较于1864年公约的仅仅10项条款可谓是极大的扩充。
1963年正值纪念红十字国际委员会创建一百周年之际，红十字国际委员会（与红十字会国际联合会共享）第三次荣获诺贝尔和平奖。自1993年起，非瑞士公民也可作为红十字国际委员会派驻国外的代表，而在此之前是严格限制为瑞士籍公民。事实上，此后，红十字国际委员会非瑞士公民在员工中的份额已增加了近35%。
1990年10月16日，联合国大会决定给予红十字国际委员会在联合国大会及下属委员会会议中的观察员身份，这是联合国第一次给予私人组织观察员身份。决议由联合国138个成员国共同提议并由意大利大使维耶里·特拉克斯勒提交审议，以纪念该组织起源于意大利的索尔费里诺战役。1993年3月19日，红十字国际委员会与瑞士政府签署了一项协议，郑重声明红十字国际委员会长久以来的独立政策，瑞士政府不能进行任何干涉。协议保护红十字国际委员会在瑞士的所有财产包括总部和档案馆神圣不受侵犯，赋予红十字国际委员会的成员和员工法律豁免权，免除红十字国际委员会的任何税收和费用，保障物资、公务人员和经费的安全及免税转运，为红十字国际委员会提供与外国使馆同等级别的安全通讯权利并简化红十字国际委员会员工进出瑞士的手续。
红十字国际委员会在20世纪90年代继续开展行动。1994年，红十字国际委员会打破其一贯对媒体保持的沉默态度，公开谴责卢旺达种族大屠杀。虽然该组织尽全力想去阻止1995年发生在斯雷布雷尼察及其周边地区的罪行，但它也不得不承认“尽管已尽力帮助数以千计从城中被驱逐出来的平民，尽管代表们全力以赴地投入到现场工作中，但红十字国际委员会对这场悲剧的发展所施加的影响极为有限。”2007年红十字国际委员会再次公开表态，谴责缅甸军政府犯下的“重大违反人权的行为”，包括对无辜平民不论男女老幼实施的强制劳动、饥饿、谋杀等行为。

### 因公殉职事件
冷战结束时，红十字国际委员会的工作实际上变得更为危险。20世纪90年代是该组织有史以来代表因公殉职人数最多的时期，遇害的代表大多是在地区和内部武装冲突中工作。这些事件再三证明人们对日内瓦公约规则及保护性标志缺乏尊重。这些惨遭杀害的代表有：
- 弗雷德里克·莫里斯，卒于1992年5月19日，年仅39岁。他在前南斯拉夫城市萨拉热窝护送红十字运输车辆时遭到袭击，一天后因伤重不治身亡。
- 西班牙人费尔南达·卡拉多、挪威人英厄堡·福斯、加拿大南希·马洛伊、挪威人贡希尔·米克勒比斯特、新西兰人谢里尔·塞耶以及荷兰人汉斯·埃尔克博特。1996年12月17日凌晨，在格罗兹尼附近的车臣城市新阿塔吉红十字国际委员会战地医院中，他们在熟睡中遭到近距离射杀。凶手至今仍逍遥法外，作案动机不明。
- 瑞士人丽塔·福克斯、来自刚果民主共和国（原扎伊尔）的韦罗妮克·萨罗，哥伦比亚人胡利奥·德尔加多以及来自刚果民主共和国的乌嫩·乌福伊尔沃特、阿杜韦·博博利和让·莫洛卡邦盖。2001年4月26日，他们乘坐的两辆车在刚果民主共和国西北部执行救援任务的途中，遭到不明袭击者的致命枪击。
- 萨尔瓦多人里卡多·蒙吉亚是在阿富汗工作的水务工程师，与当地同事驾车途中被不明身份的武装人员拦截。他的同事被允许逃生而他则遭到行刑式的近距离射杀，遇害时年仅39岁。
- 加拿大人瓦切·阿尔斯拉尼安，自2001年起，开始担任红十字国际委员会伊拉克任务团后勤协调员。在与伊拉克红新月会的工作人员穿过巴格达城的路中，他们的车辆误入战斗区域而不幸遇难。
- 斯里兰卡人纳迪沙·亚萨斯里·兰穆图，2003年7月22日遭不明身份袭击者杀害，当时他所乘坐的车辆在巴格达南部希拉城附近遭到袭击。

### 大屠杀
红十字国际委员会主席科内利奥·索马鲁加（Cornelio Sommaruga）出席了1995年奥斯威辛集中营解放50周年的纪念活动，以表明该组织完全了解大屠杀的严重后果以及牢记历史避免重蹈覆辙的必要性。他向所有在战争中遭受苦难或丧生的人致敬并公开对因红十字国际委员会犯下的错误和工作上的不足而未能为集中营中的受难者提供保护深表遗憾。
2002年，一名红十字国际委员会官员总结了该组织从失败经历中获取的经验：
- 从道德角度来看，为了预防像在1933年希特勒上台之后运动内部出现的弊病再发生，在马克斯·胡贝尔和后来的让·皮克泰（Jean Pictet）所做出的杰出贡献的基础上，通过了红十字与红新月基本原则。
- 从政治层面来看，红十字国际委员会重塑与瑞士的关系以保证其独立性；
- 为了牢记历史，红十字国际委员会在1955年接过了保存着集中营档案资料的国际寻人服务局的监管权；
- 为了确定大屠杀的历史真相，红十字国际委员会邀请让-克洛德·法韦（Jean-Claude Favez）开展一项独立调查，研究红十字国际委员会为那些受纳粹迫害的人所开展的活动，允许其自由检索与这一时期有关的档案；出于信息透明化的考虑，红十字国际委员会还决定对其他历史学家开放50多年前的档案；在审阅过法韦的调查结论之后，红十字国际委员会承认过去工作中的失败并对此表示遗憾。

在2005年1月27日奥斯威辛集中营解放周年纪念活动的正式声明中，红十字国际委员会表示：奥斯威辛集中营也代表着红十字国际委员会历史上最重大失误，这一失误由于该组织没有果断采取行动援助受纳粹迫害之人而加剧。这一失误以及当时红十字国际委员会个别代表的英勇行为都将永远铭记在红十字国际委员会的历史上。

### 伊拉克战争
红十字国际委员会2008年3月17日报道称，自2003年战争开始以来，伊拉克的人道危机丝毫未见好转。尽管一些地区的安全情况有所改善，但武装暴力仍在造成灾难性影响。平民不断在敌对行动中丧生。

### 网络战规则
2023年10月4日，红十字国际委员会发布了一套平民黑客必须遵守的规则。

## 特征

红十字標誌

红十字国际委员会最初的箴言是“战时行善”（Inter Arma Caritas）。红十字国际委员会一直沿用这一箴言而其他红十字组织则采用了其他箴言。由于日内瓦位于瑞士的法语区，红十字国际委员会的名称是用法语写出的：Comité International de la Croix-Rouge (CICR)。尽管如此，红十字国际委员会网站有包括英语、法语、西班牙语、葡萄牙语、阿拉伯语、俄语和中文在内的7种官方语言。红十字国际委员会的标志中间是白底红十字（与瑞士国旗色彩相反），周围圆圈中用法语写着该组织的全称。

### 使命
正式的使命声明中说到“红十字国际委员会是一个公正、中立和独立的组织，其特有的人道使命是保护战争和国内暴力事件受难者的生命与尊严，并向他们提供援助。”该组织还指导和协调国际援助工作以及推广和巩固人道法和普遍人道原则的工作。
根据日内瓦公约及红十字国际委员会的章程，该组织的核心工作包括：
- 监督交战方对日内瓦公约的遵守情况
- 组织对战场伤员的救护工作
- 监督战俘待遇并与拘留当局进行保密交涉
- 协助搜寻武装冲突中的失踪人员（寻人服务）
- 组织对平民的保护和救护工作
- 在交战方之间发挥中立调解者的作用

红十字国际委员会于1965年拟定的七项基本原则得到整个红十字运动的采用。这七项原则包括：人道、公正、中立、独立、志愿服务、统一和普遍。

### 法律地位
像圣座和马耳他主权军事教团一样，红十字国际委员会是一个少有的非政府的主权实体。它是国际人道法唯一明确指出有权监管的机构。红十字国际委员会的法律职责源自1949年的四部日内瓦公约以及该组织章程。红十字国际委员会的活动已从国际法基础领域延伸到开展法律并未明确规定其负有的职责，譬如探视与冲突无关的政治犯以及在发生自然灾害时提供援助。
与普遍观点不同的是，红十字国际委员会并不像大多数人所想的那样是一个非政府组织，或是像联合国那样的政府间组织。因为红十字国际委员会委员只能是瑞士公民，而且新委员由委员会推选，它没有像那些法律界定的非政府组织对个人采取开放且无限制的吸纳会员政策。然而，自1990年代初以来，红十字国际委员会开始聘用来自世界各地的人员参与一线和总部工作。2007年，红十字国际委员会有近一半的员工是非瑞士国籍。红十字国际委员会在许多国家享有特权和法律豁免权，这些权力是基于一些国家的国内法以及红十字国际委员会与各国政府签订的协定，或者在某些情况下依据国际法的特殊规定（比如红十字国际委员会代表有权不在国际法庭上作证）而赋予的。
根据瑞士法律，红十字国际委员会被定为私人机构。然而，红十字国际委员会多年来在瑞士境内都享有实际的独立自主权和豁免权。1993年3月19日，瑞士政府和红十字国际委员会签署了一份正式协议，为这一地位奠定了法律基础。这一协议保护红十字国际委员会在瑞士的所有财产包括总部和档案资料神圣不受侵犯，赋予红十字国际委员会委员及其员工法律豁免权，免除红十字国际委员会的各项税费，确保物资、人员和经费得以安全且免税的运输，为红十字国际委员会提供与外国使馆同等级别的安全通讯特权并简化红十字国际委员会在瑞士的出入境手续。

### 经费及财务事宜
红十字国际委员会2013年的预算金额为12.34亿瑞士法郎。红十字国际委员会每年都会发布两项资金需求：用于支付内部开支的总部资金需求和用于各项行动的紧急资金需求。所有支付给红十字国际委员会的款项都是基于这两项资金需求自愿捐助的。在2013年的预算总额中，约10.45亿瑞士法郎（占总预算的85%）用于一线行动，1.89亿瑞士法郎（占总预算的15%）用于内部开支。
红十字国际委员会的资金大部分来自瑞士和美国，其他欧洲国家和欧盟紧随其后。再加上澳大利亚、加拿大、日本和新西兰，他们提供的资金达到红十字国际委员会预算的80-85%。约3%的经费来自个人赠与，而其他资金来自各国红会。

### 在运动内部的职责
红十字国际委员会负责在法律上承认一救护团体为官方的国家红十字会或红新月会并接纳其加入运动。具体的认可原则在运动章程中有明确规定。在得到红十字国际委员会的认可后，国家红会即被接纳为红十字会与红新月会国际联合会的成员。红十字国际委员会和国际联合会在他们的国际行动中与各国红会开展合作，特别是在人力、物资、经费以及组织现场后勤工作方面。根据1997年的塞维利亚协议，在冲突中红十字国际委员会是占主导地位的红十字组织，而运动的其他组织在非战争局势中处于主导地位。特别是在本国境内发生的冲突局势下，国家红会将居于主导地位。

## 组织结构
红十字国际委员会的总部设于瑞士城市日内瓦，并在约80个国家有称为代表处的驻外机构。每一个代表处都是由一位在该国正式代表红十字国际委员会的代表处主任负责。在2000名专业雇员中，约有800人就职于日内瓦总部，1200名外派雇员在一线工作。约有一半的一线员工作为代表，管理红十字国际委员会在各个国家的行动，而另外一半员工则是医生、农艺师、工程师或翻译等专业人士。在代表处，国际雇员在约1万3千名当地雇员的协助下开展工作，使得为红十字国际委员会服务的总员工人数约为1万5千人。代表处也经常与所在国的国家红会紧密合作，因此也能呼吁国家红会的志愿者协助红十字国际委员会开展行动。
外界并不了解红十字国际委员会的组织结构。造成这种情况的原因部分上出于组织的机密性，另一方面则是出于组织结构的变迁。其常设机构有大会理事会和指导委员会，但这两者是在二十世纪后期才成立的。委员会的决策通常集体共同做出，因此权威和权力关系并非一成不变。如今，领导机构是指导委员会和大会。

### 指导委员会
指导委员会是委员会的执行机构，负责红十字国际委员会的日常管理，而大会则负责制定方针。指导委员会包括一名总干事和负责“行动部”、“红十字国际委员会动员、运动与伙伴关系部”、“人力与文化部”、“国际法、政策与人道外交部”、“支持与数字转型部”和“保护与基本服务部”的6名主任。指导委员会的成员由大会任命，任期4年。近年来总干事承担的个人责任有所增加，与首席执行官极为相似，而以前总干事更像是指导委员会各同事中居首位者。

### 大会
大会（也称为委员会）定期召开，负责制定目标、指导方针和策略并对委员会的财政事务进行监督。大会成员包括至多25名瑞士公民。成员必须会讲法语，然而很多成员也讲英语和德语。这些遴选的大会成员任期为4年，对每个成员的任期届数没有限制。第三届任期后的再次当选要求获得全体成员中四分之三的多数选票，这也是使成员保持创造力和积极性的动力。
早期，每一名委员会成员均为日内瓦人、新教徒、白人、男性。第一位女性勒妮-玛格丽特·克拉梅尔（Renée-Marguerite Cramer）于1918年增选为成员。自此之后，有几位女性荣任副主席之职，女性的比率在冷战之后提升至15%左右。第一位非日内瓦公民的成员于1923年当选，还有一名犹太人曾任职于大会。
尽管红十字运动的其他机构可能拥有多个国籍的工作人员，但红十字国际委员会认为单一国籍的特性是一项宝贵资产，因为这里是指瑞士国籍。由于瑞士的永久中立，交战各方可以确定没有“敌方”的人在日内瓦制定政策。1870-71年的普法战争表明即使是红十字的参与者（这里是指国家红会）也可能为民族主义所束缚而无法保持中立的人道主义。

#### 大会理事会
此外，大会选举五名成员组成大会理事会，作为大会的特别核心团队。理事会每年至少召开十次会议并有权代表整个大会对某些事务进行决策。理事会还负责组织大会会议并为大会与指导委员会的沟通提供便利。大会理事会通常包括主席、两名副主席和两名当选的成员。其中一名副主席任期为4年，另一名则为常任副主席，其任期直至其从副主席职务或红十字国际委员会退休为止。目前，理事会由主席米里亚娜·斯波利亚里茨·埃格、副主席吉勒•卡尔博尼耶以及5名委员会成员组成。

#### 主席
大会还负责选举红十字国际委员会主席，任期四年。主席既是大会的成员又是红十字国际委员会的领导，自成立以来，主席一直都是大会理事会的成员。主席一旦被任命则自动成为以上提及机构的成员，但他并不一定来自红十字国际委员会组织内部。在大会中有一个强大的派别希望从组织外选择主席，如从瑞士政府或是职业圈内比如银行或是医学领域。事实上，最近三任主席均曾是瑞士政府的官员。主席的影响力和作用并未严格限定，随着时代的不同和每位主席的个人风格而有所变化。2022年10月1日，红十字国际委员会新任主席米里亚娜·斯波利亚里茨·埃格（Mirjana Spoljaric Egger ）正式上任。他的前任彼得·毛雷尔先生在2012年7月至2022年9月期间担任红十字国际委员会主席一职。
红十字国际委员会历任主席
| 任期            | 照片 | 姓名                               | 国籍 |
| --------------- | ---- | ---------------------------------- | ---- |
| 1863年 - 1864年 |      | 亨利·杜福尔 Henri Dufour           | 瑞士 |
| 1864年 - 1910年 |      | 古斯塔夫·穆瓦尼耶                  | 瑞士 |
| 1910年 - 1928年 |      | 古斯塔夫·阿多尔                    | 瑞士 |
| 1928年 - 1944年 |      | 马克斯·胡贝尔                      | 瑞士 |
| 1944年 - 1948年 |      | 卡尔·雅各布·布尔克哈特             | 瑞士 |
| 1948年 - 1955年 |      | 保罗·吕埃格尔 Paul Ruegger         | 瑞士 |
| 1955年 - 1964年 |      | 利奥波德·布瓦西耶 Leopold Boissier | 瑞士 |
| 1964年 - 1969年 |      | 萨米埃尔·戈纳尔 Samuel Gonard      | 瑞士 |
| 1969年 - 1973年 |      | 马塞尔·纳维尔 Marcel Naville       | 瑞士 |
| 1973年 - 1976年 |      | 埃里克·马丁 Eric Martin            | 瑞士 |
| 1976年 - 1987年 |      | 亚历山大·艾                        | 瑞士 |
| 1987年 - 1999年 |      | 科内利奥·索马鲁加                  | 瑞士 |
| 2000年 - 2012年 |      | 雅各布·克伦贝格尔                  | 瑞士 |
| 2012年 - 2022年 |      | 彼得·毛雷尔                        | 瑞士 |
| 2022年 - 至今   |      | 米里亚娜·斯波利亚里茨·埃格         |      |

### 员工
由于红十字国际委员会不断壮大，并更为直接地参与到冲突中去，近年来志愿者数量没有增长，专职员工人数却不断增加。1914年，红十字国际委员会仅有12名雇员，而第二次世界大战时则有1900名雇员并有1800名志愿者作为补充。在两次大战之后，享受薪酬的员工的人数有所减少，但在过去几十年中人数再度增加，20世纪80年代一线员工平均人数达到500人，90年代则达到1000多人。20世纪70年代起，红十字国际委员会为了培养更为专业的员工，开始提供更为系统的培训。特别是在瑞士，对于大学毕业生而言，红十字国际委员会是一个富有吸引力的职业选择，然而作为红十字国际委员会的雇员，工作负荷的要求非常苛刻。每年有15%的员工流失，75%的员工工作不满3年即离职。红十字国际委员会的员工来自多个国家，2004年平均约有50%的非瑞士籍员工。在代表处所在国，有约1万3千名当地雇员协助红十字国际委员会的国际员工开展工作。根据红十字国际委员会的2023年年度报告, 委员会共有19450名员工在全世界 100 多个国家的 101 个代表处和任务团开展工作。

## 在国际红十字与红新月运动内部的关系
凭借其在国际人道法中的历史和地位，红十字国际委员会是红十字运动的领导机构，然而在运动中它也经历了一些权力斗争。在不同的阶段，红十字国际委员会与联合会以及某些国家红会发生了冲突。第一次世界大战后，美国红十字会宣稱要将联合会建设成“一个真正的国际红十字”以取代红十字国际委员会。第二次世界大战后，瑞典红会的一班人試图排挤红十字国际委员会的瑞士籍领导层。随着瑞典意见的平息，联合会与红十字国际委员会的合作在经历了多年的组织纷争后越来越融洽。如今，联合会的运动合作部门负责开展与红十字国际委员会的互动及合作。
1997年，红十字国际委员会和联合会签署了塞维利亚协议，进一步对运动中这两个组织的职责进行了划分。根据协议规定，在未发生武装冲突的紧急状况下联合会是运动的领导机构。

### 红大卫盾会的接受
从1930年成立到2006年，红大卫盾会（相当于以色列的红十字会）一直未被接纳为联合会的一部分，因为它使用了大卫之星，而红十字国际委员会拒绝承认大卫之星是可接受的标志。这意味着尽管阿拉伯救护车将受到红十字国际委员会的保护，但以色列救护车则不会。 2000年5月，美国红十字会主席伯纳丁·希利 写道：“国际委员会所担心的符号扩散是一块可怜的遮羞布，几十年来一直被用作排除红大卫盾会——盾牌（或星）”的理由 大卫的。” 为了抗议红十字国际委员会所认为的反以色列歧视，红十字会撤回了其财政支持。2005年，在日内瓦公约缔约国会议上，红十字国际委员会通过了新的红水晶红大卫盾会随后将大卫之星标志置于新接受的标牌内，并于2006年被接受为正式会员。红大卫盾会筹款部门主管约纳坦·亚戈多夫斯基在2011年10月发表的一篇文章中表示，“红大卫盾会将继续使用其徽章和标志，从来没有人要求我们将其取下。”

## 批评
红十字国际委员会因在履行职责时存在偏见和缺乏主动性而受到批评。
红十字国际委员会拒绝公布有关纳粹死亡营以及大屠杀期间意图消灭犹太人的信息。红十字国际委员会还拒绝以色列红大卫盾会加入红十字与红新月联会，理由是符号泛滥，尽管红十字、红新月、红狮和太阳都是公认的符号（具有宗教和民族主义意义）。
红十字国际委员会还因在冲突期间无能和缺乏主动性而受到批评。在正在进行的加沙-以色列冲突中，红十字国际委员会被描述为人质的优步服务，而不是试图向各方施压，要求他们接触人质和囚犯。乌克兰总统弗拉基米尔·泽连斯基也批评该委员会没有为乌克兰战俘提供照顾。

## 国际关系

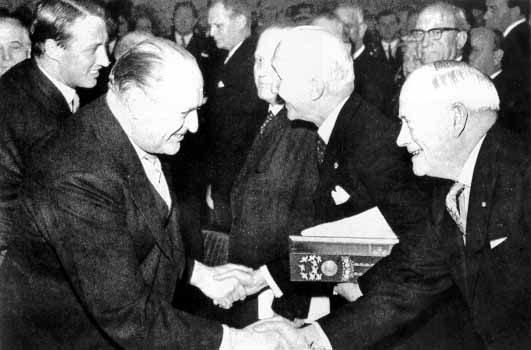
1963年诺贝尔和平奖颁奖仪式，奖项颁发给红十字国际委员会和联合会。从左至右：挪威国王奥拉夫，红十字国际委员会主席利奥波德·布瓦西耶，红十字会联盟主席约翰·麦考利。
（图片来源：www.redcross.int ）

红十字国际委员会是国际社会中最大的，最为人尊敬的非国家人道组织之一。一个多世纪以来，它致力于为武装冲突的受难者提供援助和保护。
红十字国际委员会选择直接与国家交涉并依赖于低调且保密的谈判来游说各国允许其接触战俘并改善他们的待遇。其调查结果不予公开而仅与相关政府共享。这一做法与无国界医生和大赦国际等相关组织不同，他们更倾向于披露弊端并对政府施加公众压力。红十字国际委员会认为自己的方法从长远看使其能够获得更多接触机会以及政府的合作。
如果只获得部分探视权，红十字国际委员会接受它能获得的权利并谨慎地游说政府以获得更多探视权。在南非种族隔离时期，红十字国际委员会仅获准探视服刑的被关押者如纳尔逊·曼德拉，而无法探视正在接受审讯和等待审判的被关押者。在获释之后，曼德拉对红十字给予了公开称赞。
一些政府利用红十字国际委员会作为促成其目的的工具。受人尊敬的援助组织的存在可使羸弱的政权显得更为正当。费奥纳·特里（Fiona Terry）指出“对于红十字国际委员会而言，情况尤其如此，它的职责、声誉和谨慎使得它的存在具有特殊的肯定价值。”红十字国际委员会知道自己具有这种力量，它能通过威胁撤出来迫使羸弱的政府改变其行为。正如上文提到的，纳尔逊·曼德拉承认红十字国际委员会使被关押者得到了更好的待遇并对其南非逮捕当局具有一定的影响力因为那时“避免国际谴责是当局的主要目标。”